# معطي اسم
مُعطِي الاسم أو المُسمَى باسمه (بالإنجليزية: Eponym)‏ هي شخص أو شيء سواء كان حقيقي أو خيالي، تَسَمَ باسمه مكان أو قبيلة أو عصر أو اكتشاف معين أو أي شيء آخر. فعلى سبيل المثال لويس برايل هو مسماة طريقة برايل للكتابة التي ابتكرها لاستخدام المكفوفين. المسمات هي جوانب علم علم أصول الكلمات.
وضعت في العصور القديمة قوائم معطيي الأسماء في الأمبراطورية الآشورية يطق على الشخصية التي تمنح الاسم الليمو ( بالآشورية ليمو līmu ، الآشوري القديم līmum ) وفي الإمبراطورية الرومية تسمى قوائم القناصل (بالاتينية fasti consulares)